# Homélies de Grégoire de Nazianze
Les Homélies de Grégoire de Nazianze est un manuscrit enluminé byzantin d'une compilation des Homélies de Grégoire de Nazianze, réalisé à Constantinople pour l'empereur Basile Ier, vers 879-883. Sur les 465 folios du manuscrit, plus de quarante portent des illustrations de pleine page, souvent réparties sur plusieurs registres, pour un total de plus de deux cents scènes. C'est l'un des premiers manuscrits impériaux de grand luxe de la dynastie macédonienne, et un témoignage exceptionnel de l'art de l'enluminure byzantine au IXe siècle. Il est actuellement conservé à la Bibliothèque nationale de France (Grec 510).

## Historique du manuscrit
La date de réalisation du manuscrit peut être déduite avec une précision relative grâce aux portraits impériaux figurant parmi les premières illustrations : Basile Ier est représenté entre le prophète Élie et l'archange Gabriel qui le couronne, et en regard figure le portrait de l'impératrice Eudocie avec ses deux fils Léon et Alexandre. La mort de Constantin, fils aîné de Basile et Eudocie, en 879 indique probablement le terminus post quem de la réalisation du manuscrit, puisqu'il est absent. De même, la mort d'Eudocie peu de temps après le mariage de Léon et de Théophano, en 882/883 donne un terminus ante quem vraisemblable, ce qui permet de dater le manuscrit entre 879/880 et 882/883.
Le manuscrit appartint à la bibliothèque du cardinal Ridolfi (mort en 1550), puis brièvement à celle de Pierre Strozi (mort en 1558), avant de passer aux mains de Catherine de Médicis et d'entrer à la Bibliothèque royale en 1599. Il est conservé à la Bibliothèque nationale de France sous la cote Grec 510.

## Iconographie
Suivant la variété des sujets abordés par le texte qu'il illustre, les Homélies de Grégoire de Nazianze, le manuscrit est d'une grande richesse iconographique. Il possède aussi bien des illustrations de scènes historiques que de scènes vétéro- et néotestamentaires.